# Пам'ятник Адамові Міцкевичу (Вільнюс)
Пам'ятник Адаму Міцкевичу — історико-культурна пам'ятка у Вільнюсі, пам'ятник польському поетові Адамові Міцкевичу, встановлений у 1984 році неподалік від дзвіниці костелу Святої Анни і бернардинського костелу Святого Франциска у південній частині скверу на березі Вільні. Автори пам'ятника: скульптор Гядімінас Йокубонис і архітектор Вітаутас Чеканаускас.

## Історія
Думка про спорудження у Вільнюсі пам'ятника Адамові Міцкевичу виникла незабаром після смерті поета у 1855 році. Одним із тих, хто її висував, був друг Міцкевича часів філоматської юності поет Антоні Едвард Одинець. Судячи з його листів, передбачалося, що автором буде молодий, але вже багатообіцяючий скульптор Генрік Штатлер.
В 1898 році, у зв'язку зі сторіччям із дня народження Міцкевича, з ініціативи сина поета Владислава Міцкевича вдалося встановити пам'ятник у костелі Святих Іванів. Неоренесансний пам'ятник (архітектурне рішення Яна Рудницького за проектом Тадеуша Стриєнського) зовні нагадує надгробки вельмож у віленських костелах.
Восени 1905 року, в зв'язку з наближенням 50-річчя з дня смерті поета, віленський адвокат Адам Каспрович висунув на сторінках газети «Kurier Litewski» ініціативу спорудження пам'ятника Міцкевичу у відкритому просторі. Почався збір коштів, які з ентузіазмом жертвувалися представниками різних деномінацій, національностей і соціальних шарів — від лікарів, інженерів і священиків до кухарок і прислуг. Менш ніж за тиждень, з 12 листопада до 18 листопада, до редакції надійшло 1476 карбованців 62,5 копійок.
У лютому 1906 року був утворений комітет по будівництву пам'ятника на чолі з публіцистом Чеславом Янковським. У комітет увійшли граф Ігнатій Корвін-Мілевський, художник Фердинанд Рущиц, лікар і меценат Владислав Загорський та інші впливові особи. Однак у травні того ж року російські власті заборонили газеті збір коштів і зажадали припинити діяльність комітету, оскільки справі не було дано офіційний хід.
У міжвоєнні роки неодноразово робилися спроби спорудити пам'ятник Міцкевичу, що супроводжувалися гострими дискусіями і залишилися нездійсненими. У 1921 році, був утворений комітет зведення пам'ятника на чолі з генералом Люціаном Желиговським, за участю Фердинанда Рущица, Чеслава Янковського та інших.
Зважаючи на низьку активність цього комітету, за ініціативою офіцерів у 1922 році був створений армійський комітет будівництва пам'ятника Міцкевичу під керівництвом генерала Леона Бербецького. Комітетом у 1924 році на правому березі Вілії (на території казарм, приблизно навпроти Старого арсеналу) був споруджений 12-метровий тимчасовий макет монумента з соснових дощок за проектом скульптора і художника професора Збігнєва Пронашко. Кубістичних форм скульптура представляла фігуру Міцкевича в шатах і позі пілігрима, немов що постає із землі. Пам'ятник став предметом різкої критики і насмішок. Він простояв до 1938 року, коли був зруйнований бурею, а його залишки змиті виходом річки з берегів.
У жовтні 1926 року були оголошені результати відкритого конкурсу проектів пам'ятника. Перше місце зайняв проект Станіслава Шукальського. Однак модерністська ексцентрична композиція викликала бурхливу полеміку і протести громадськості, і проект Шукальського реалізований не був.
У 1929—1930 роках був проведений закритий конкурс, до участі в якому були запрошені Ксаверій Дуниковский та інші відомі скульптори та архітектори. Влітку 1931 року його переможцем було визнано проект скульптора, професора Університету Стефана Баторія Генріка Куни. Пам'ятник мав представляти собою 6-метрову фігуру Міцкевича в образі пілігрима на високому цоколі, облицьованому дванадцятьма гранітними плитами з барельєфами зі сценами драматичної поеми «Дзяди». У 1933 році Куна у своїй варшавській майстерні виготовив 12 гіпсових барельєфів і дерев'яну модель фігури поета. Проте Друга світова війна перервала роботу над пам'ятником.

## Пам'ятник Йокубониса

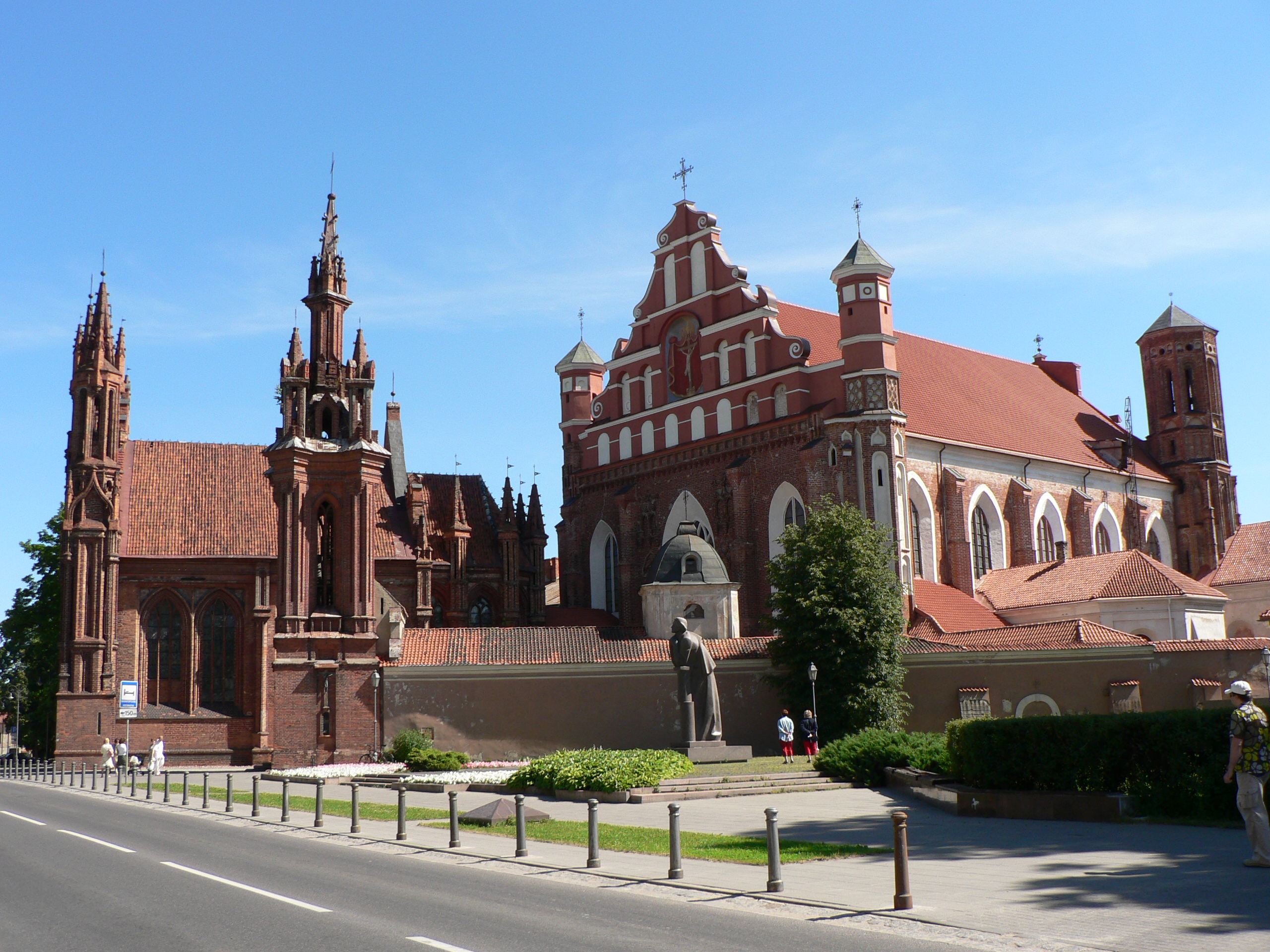
«Пам'ятник і його оточення»

Після Другої світової війни у зв'язку з 180-річчям з дня народження поета владою Литовської РСР у 1978 році було прийнято рішення про зведення пам'ятника Міцкевичу у Вільнюсі. Її авторами стали скульптор Гядімінас Йокубонис і архітектор Вітаутас Чяканаускас. Пам'ятник був відкритий у сквері поруч з костьолами Святої Анни і Святого Франциска при вулиці Тесос (нині Вулиця Майроне), на південь від храмів, 18 квітня 1984 року (за іншими відомостями, 18 травня) без особливих урочистостей та висвітлення в засобах масової інформації.
До невисокого майданчика, на якому розташований пам'ятник, вимощеного бальзатовими плитками, з трьох сторін ведуть доріжки і базальтові ступені. Композицію пам'ятника утворюють монументальна кругла скульптура на невисокому прямокутному постаменті (0,57 м) з написом литовською мовою : Adomas Mickevičius.
Фігура Міцкевича (висота — 4,5 м) задумливо дивиться на місто, спирається на розсічену горизонтально і злегка зрушену колону. Дві її частини символізують життя поета на батьківщині і на чужині, і разом з тим його належність до польської та литовської культур. Скульптура звернена на захід, у бік вулиці. Характер фігури і архітектурне оточення надають високому пам'ятнику камерність. Поет зображений у задумі, з майже закритими очима. Натхненність пози підкреслює вбрання, що спадає урочистими складками.
За словами скульптора, Гядімінас Йокубонис прагнув створити образ юнака часів філоматської університетської юності, чим пам'ятник і відрізняється від монументів у Варшаві, Кракові, Парижі, Львові, де поет зображений як засланець або блукач, придавлений тягарем турбот і страждань.
Скульптура висічена з брили рожевого граніту в 40 тон, привезеного з околиць Сарни на Волині (з того ж матеріалу створений і постамент). У 1996 році поруч з пам'ятником були розміщені сім збережених барельєфів, включаючи шість плит зі сценами з «Дзядів» Міцкевича Генріка Куни, виявлених під час будівельних робіт на евангелічному кладовищі. Барельєфи утворили разом з пам'ятником єдиний ансамбль.

## Плита на згадку мітингу 1987 року

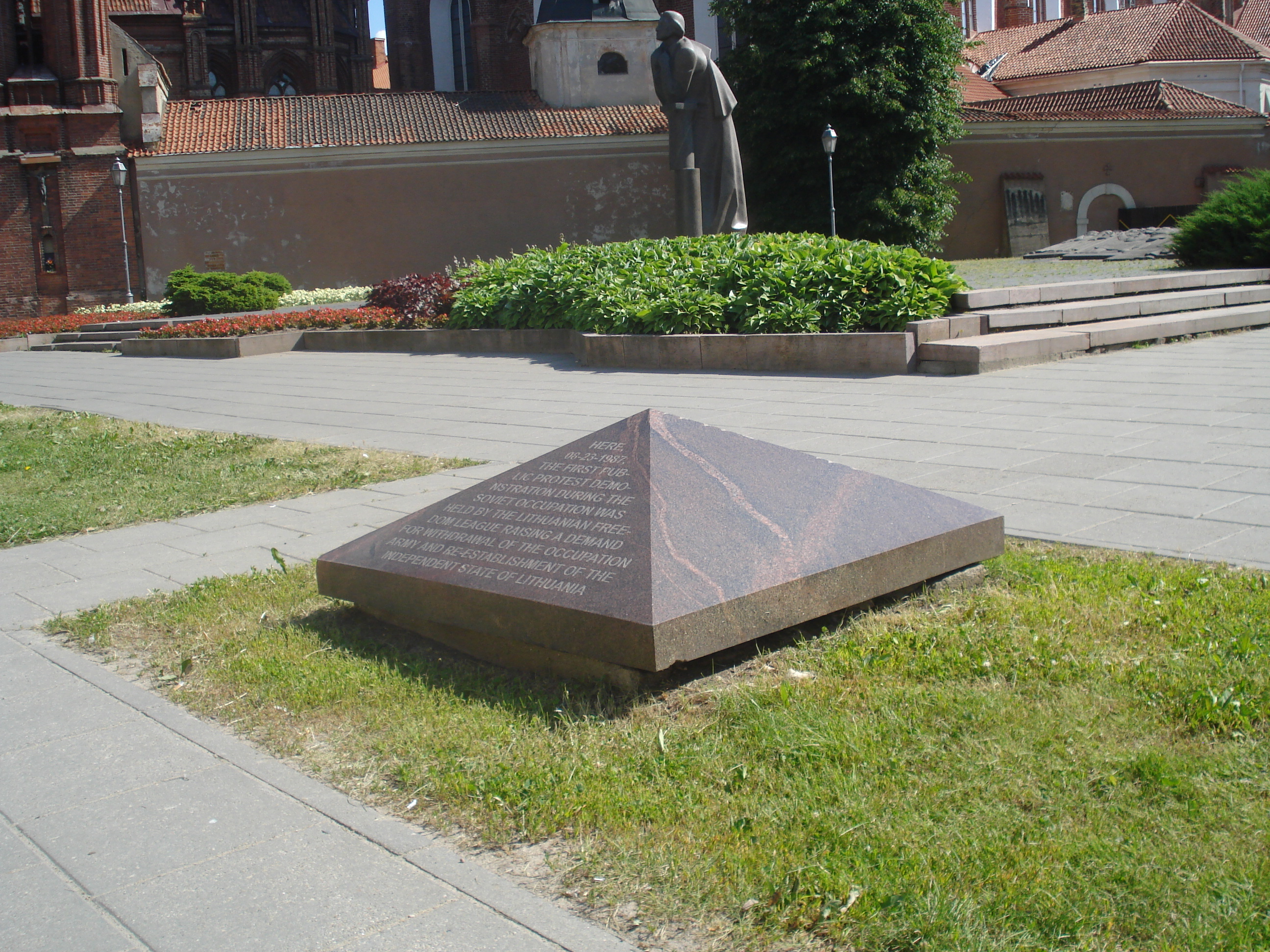
«Меморіальна плита і пам'ятник»

Поруч з пам'ятником Міцкевичу знаходиться меморіальна плита, що позначає місце проведення мітингу 23 серпня 1987 року. В цей день біля пам'ятника Міцкевичу відбувся несанкціонований «історичний мітинг», за словами Вітаутаса Ландсбергіса — десять років після розпаду СРСР — перший відкритий виступ проти наслідків пакту Молотова—Ріббентропа і радянської окупації Литви. Його організаторами та основними учасниками були дисиденти, члени нелегальної Ліги свободи Литви: Антанас Тярляцкас, Нийоле Садунайте, Вітаутас Богушис, Пятрас Цидзикас, а також священик Робертас Коротич .

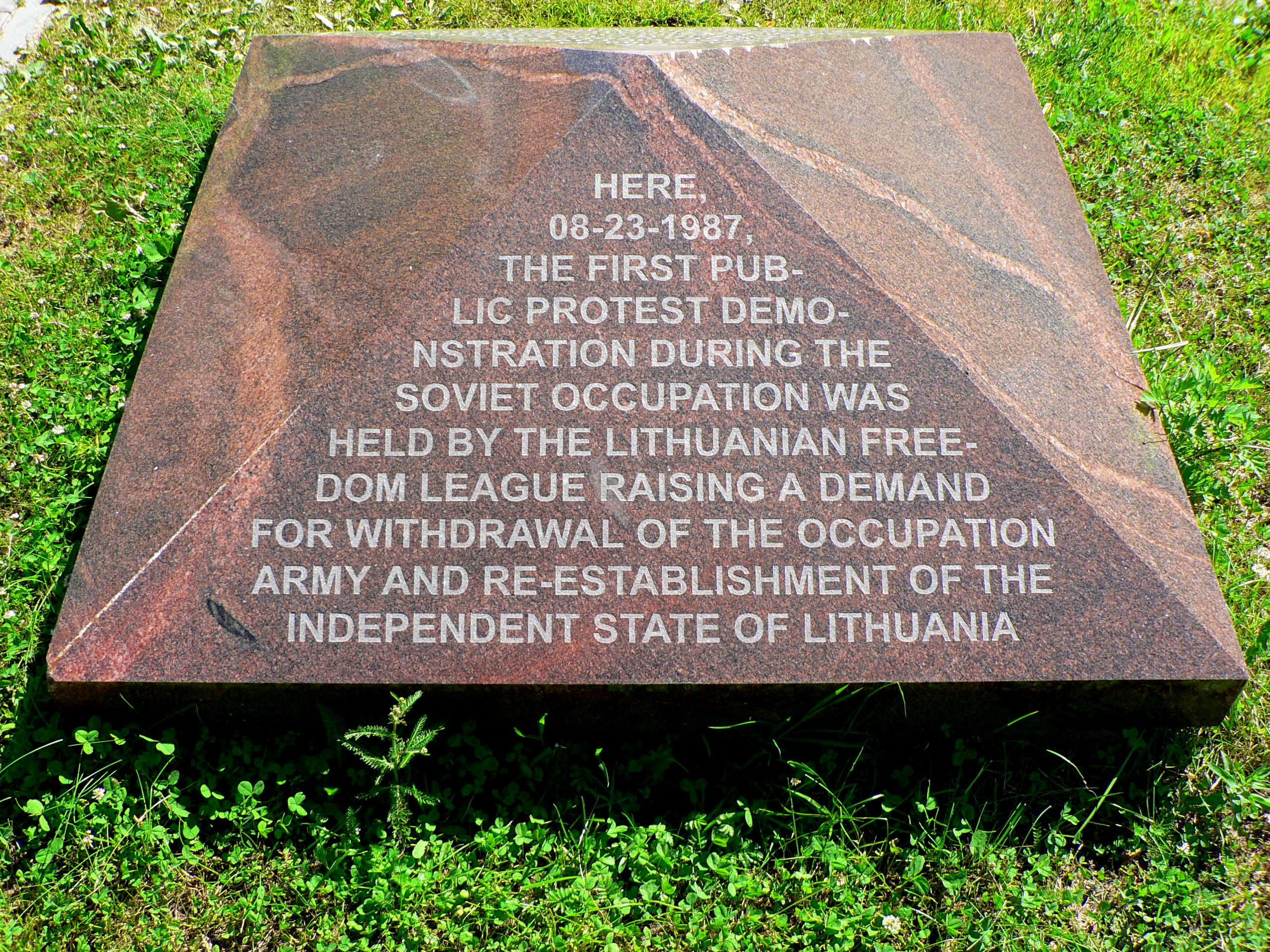
«Меморіальна плита»

Звернення про мітинг, підписану В. Богушисом, А. Тярляцкасом, П. Цидзикасом, Н. Садунайте, було таємно передано закордонним радіостанціям і в середині серпня було прочитано в передачах литовською та іншими мовами. На початку мітингу зібралося кілька сотень людей. Він тривав чотири години, люди приходили і приходили; за приблизними оцінками, біля пам'ятника Міцкевичу під час мітингу побувало до трьох тисяч осіб. За іншими відомостями, мітинг провела група в 150—200 чоловік. Виступаючі засудили змову СРСР і нацистської Німеччини, вимагали виведення радянської армії з Литви і відновлення державної незалежності. Через проголошення курсу на демократію і гласність, влада не наважилась розігнати мітинг силою і піддати його організаторів і учасників репресіям, обмежившись кампанією публічного засудження на зборах в трудових колективах та в засобах масової інформації.